# Quasar Framework
Das Quasar Framework (allgemein als Quasar bezeichnet) ist ein open source auf Vue.js basierendes JavaScript-Framework zum Erstellen von Apps für verschiedene Plattformen mit einer einzigen Codebasis. Es kann für das Web als SPA, PWA, und SSR, für mobile Apps mit Cordova für iOS und Android sowie für Desktop-Apps mit Electron für Mac, Windows und Linux eingesetzt werden.

## Übersicht
Quasar konzentriert sich auf die schnelle Entwicklung von VueJS-Benutzeroberflächen. Der Benutzer muss nur einen einzigen Quellcode für alle Plattformen schreiben: responsive Desktop-/Mobil-Websites (SPA, SSR + SPA-Client-Übernahme, SSR + PWA-Client-Übernahme), PWAs (Progressive Web Apps), mobile Apps (mit nativem Aussehen) und plattformübergreifende Desktop-Apps (über Electron) sowie Browsererweiterungen.
Zudem können egal um welche Plattform es sich handelt die gleichen Quasar Komponenten genutzt werden. Quasar wurde mit Blick auf Leistung, Reaktionsfähigkeit und Interoperabilität entwickelt. Durch die Effizienz kann die Entwicklungszeit drastisch gekürzt werden. Aufgrund der vielen vorgefertigten Komponenten und den integrierten vorkonfigurierten Tools wird die eigentliche Entwicklung zudem sehr vereinfacht. Die Software steht unter der freien MIT-Lizenz. Die Nutzeroberfläche hat ein Material Design.

## Geschichte
Quasar wurde von dem Rumänen Razvan Stoenescu entwickelt, nachdem er für IBM und Lenovo gearbeitet hatte. Dabei verwendete er ständig neue und unterschiedliche Softwaretools, um alle verschiedenen Arten von iOS-Apps, Android-Apps, Webanwendungen, Windows-Desktop-Apps, Apple-Desktop-Apps und PWAs. Später fasste er seinen Gedankengang wie folgt zusammen (übersetzt): „Ich sehnte mich nach einem einzigen Framework, das die gesamte Komplexität beseitigt und all diese verschiedenen App-Varianten aus einer einzigen Codebasis erstellt. Da ich ein solch mythisches Tool nicht finden konnte, beschloss ich, es selbst zu entwickeln.“ Quasar wird von einem kleinen Team aus Entwicklern (auch „Kernteam“ genannt) und Mitwirkenden gepflegt. Die meisten Mitglieder des Kernteams arbeiten derzeit bei verschiedenen Unternehmen wie Lenovo, IntelliView Technologies Inc. und AG Development Services.
Der erste Quellcode-Commit für das Projekt stammte aus dem Jahr 2015, und die stabile Version 1.0 von Quasar wurde im Juli 2019 veröffentlicht. Die erste Quasar-Konferenz fand im Juli 2020 statt. Quasar v2 (mit Vue.js 3) wurde im Juni 2021 mit der Version 2.0.0 stabil. Wie Nuxt, hat Quasar eine wachsende Community und ist relativ beliebt.

## Funktionen

### Komponenten
Quasar-Apps werden erstellt mit Vue Single File Components und Quasar Components. Vue Single-File-Komponenten enthalten mehrere Abschnitte: Vorlage (HTML), Skript (Javascript) und Stil (CSS/Stylus/SASS/SCSS/Less) – alles in derselben Datei. Quasar nutzt Node.js und webpack die vorkonfiguriert sind.
Der folgende Codeausschnitt zeigt ein Beispiel für die Struktur einer Vue Single-File-Komponente:
```
<
template
>

<!--Hier definieren Sie Ihr Vue-Template -->

</
template
>

<
script
 
setup
>

// Hier kommt Ihr Javascript hin,

// um Ihre Vue-Komponente zu definieren. Diese kann ein Layout, eine Seite oder Ihre eigene sein,

// die in der gesamten App verwendet wird.

</
script
>

<
style
>

/* Hier das CSS */

</
style
>

```

Quasar-Komponenten sind HTML-Tags, die mit q beginnen und auf die Datei /quasar.config verweisen.

## Ökosystem
Die Kernbibliothek enthält Tools und Bibliotheken, die sowohl vom Kernteam als auch von Mitwirkenden entwickelt wurden. Zudem gibt es App Extensions durch die Komponenten einfach geteilt bzw. importiert werden, wie etwa QCalendar, eine Komponente zur Erstellung von Kalendern.

### Offizielle Tools
Das Quasar Framework besteht aus mehreren Schlüsselkomponenten:
Quasar CLI
Ein Befehlszeilentool, das die Erstellung und Entwicklung plattformübergreifender Anwendungen erleichtert. Es bietet eine globale Umgebung für die Initialisierung und Verwaltung von Apps. Ein neues Projekt erstellt man etwa über den Befehl quasar create name-der-app
Quasar App
Die lokale Entwicklungs- und Build-Umgebung innerhalb der Quasar CLI. Sie umfasst:
- Einen Entwicklungsserver für die Echtzeit-Vorschau von Änderungen
- Build-Systeme für die Bereitstellung von Anwendungen auf verschiedenen Plattformen, darunter:
  - Web
  - Progressive Webanwendungen (PWA)
  - Serverseitiges Rendering (SSR)
  - Cordova
  - Capacitor
  - Electron
  - Browsererweiterungen

Quasar UI
Eine umfassende Bibliothek von Benutzeroberflächenkomponenten für den Einsatz in Quasar-Anwendungen.